# Ulica Wojska Polskiego w Słubicach
Ulica Wojska Polskiego – jedna z głównych ulic w centrum Słubic, należąca do ciągu drogi krajowej , ciągnąca się aż do Drzecina. Przed 1945 rokiem występowała pod nazwą Sonnenburger Straße (w wolnym tłumaczeniu: ulica Słońska).

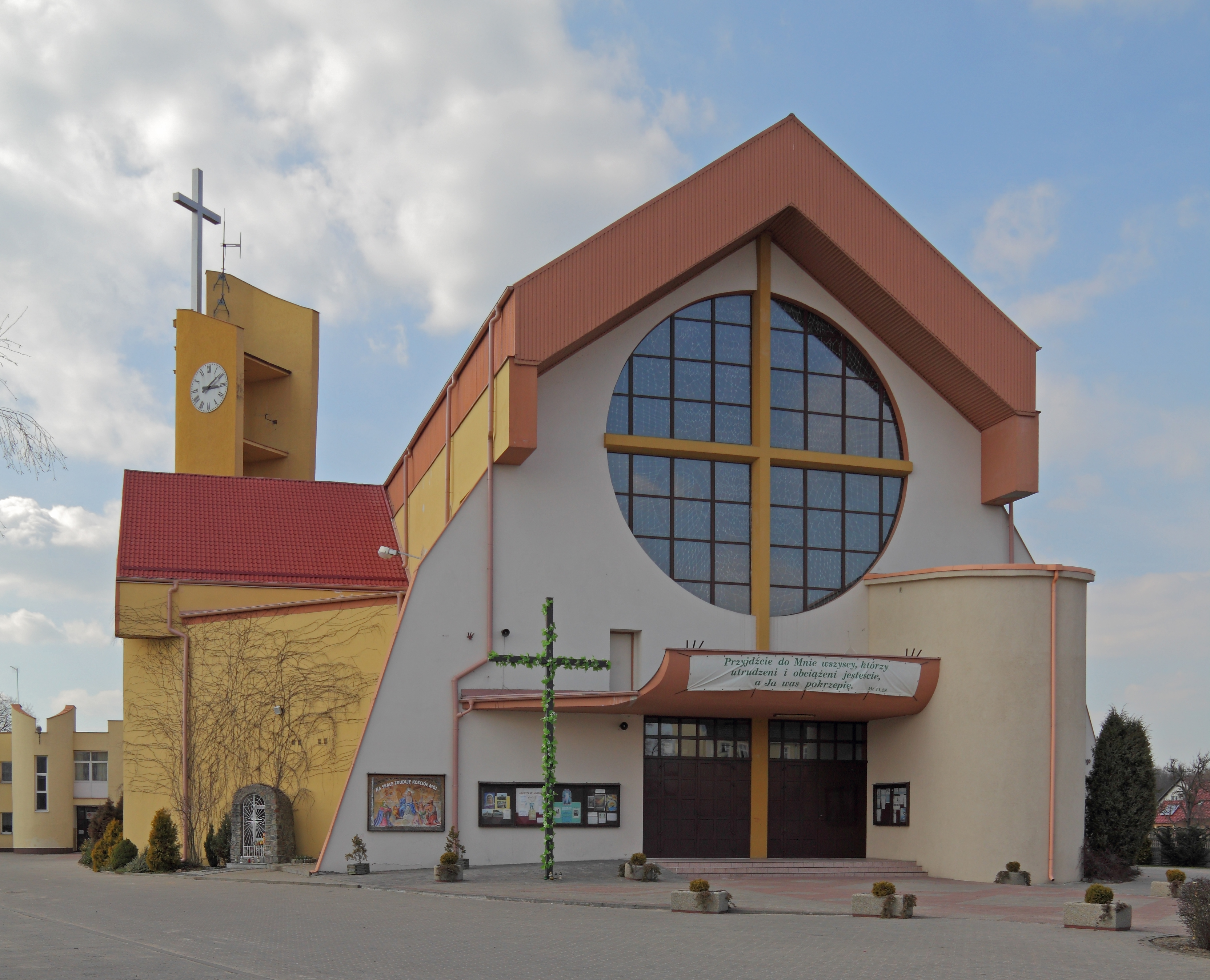
Kościół św. Ducha (nr 140)
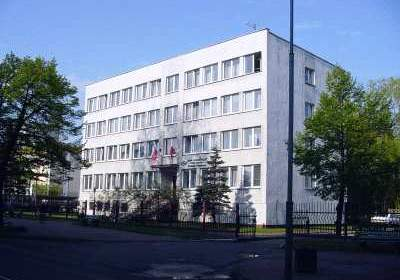
Urząd Skarbowy (nr 155)
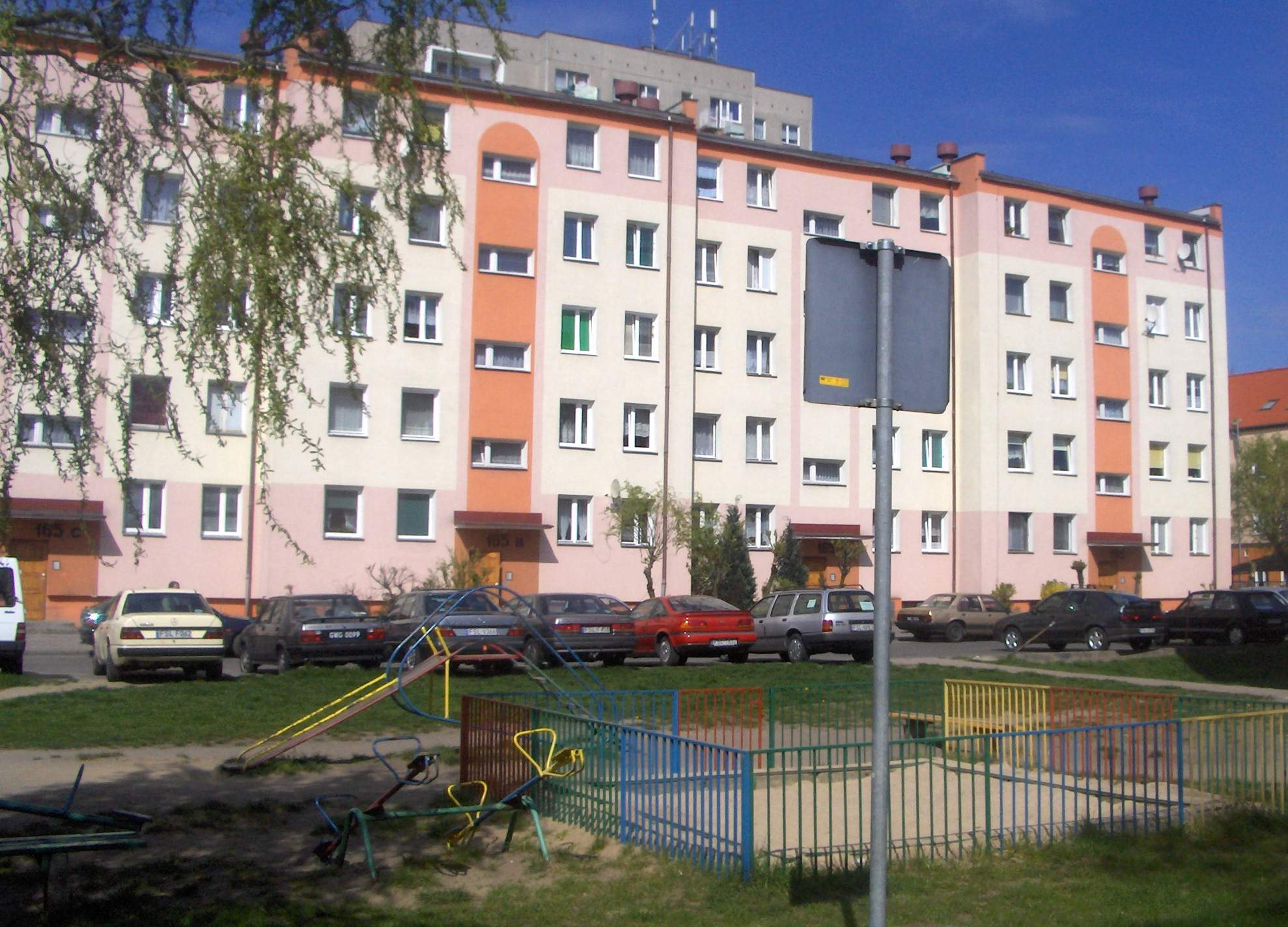
Osiedle Kopernika (nr 165)